# Fandub
Fandub er film eller tv-produktioner, der er blevet forsynet med et nyt lydspor af fans.
Der skelnes mellem to former for fansubs: på den side synkronisering af fremmedsprogede produktioner og på den anden side parodier på originalen, der forsynes med en helt ny dialog, også kaldet fundub eller Abridged Series.
Fandub er ofte brud på ophavsretten og kan derfor retsforfølges. I praksis forekommer det dog jævnligt og kan uden problemer findes i store mængder på videodelingssider som YouTube.

## Historie
I 1966 debuterede Woody Allen som instruktør med filmen What’s Up, Tiger Lily?, der bestod af scener fra filmen Kokusai himitsu keisatsu: Kagi No Kagi, der var blevet sat sammen på ny og med en ny synkronisering, så resultatet blev en helt ny og parodisk handling.
Det tyske projekt Sinnlos im Weltraum fra 1994, der er baseret på den amerikanske tv-serie Star Trek: The Next Generation betegnes ofte som "bedstefar" til amatør-fandubs. Optagelserne blev distribueret på VHS og cirkulerede kun blandt en lille gruppe af folk. Da digitaliseringen begyndte i 1998, blev fandub imidlertid meget populær blandt de tyske fans. Dette tæller således Lord of the Weed, en fandub-udgave af Ringenes Herre, og fandub baseret på flere af Harry Potter-filmene. 
Fandubs af anime ses også jævnt hen som f.eks. Yu-Gi-Oh! the Abridged series, Dragon Ball Z Abridged, og Sailor Moon Abridged, baseret på hhv. Yu-Gi-Oh!, Dragon Ball Z og Sailor Moon. De var populære, men de japanske producenter af originalerne forsøgte alligevel at få dem fjernet fra internettet for brud på ophavsretten. Det er dog også sket, at firmaer med legale rettigheder til oversættelser modsat har støttet fandub. Da serierne DNA² og Dragon Ball Z blev udsendt på dvd i Tyskland indeholdt de således lydspor med fandub.
En variation over fandubs er fandub på dialekt, sådan som det er forekommet i de tysktalende områder siden 2005. Kunstneren Dominik Kuhns synkroniseringer på internettet blev endda så populære, at tv-stationen Südwestrundfunk besluttede sig for at sende dem som tv-serie fra begyndelsen af 2009 med titlen Die Welt auf Schwäbisch (Verdenen på schwabisk) Et lignende koncept blev i øvrigt også benyttet ved de tyske udgivelser af Asterix-tegnefilm på dvd og blu-ray, der udover almindelige lydspor på fransk og tysk også indeholder lydspor på dialekt. Asterix og briterne kan således helt legalt opleves på netop schwabisk, mens Asterix: Sejren over Cæsar er blevet forsynet med Berliner-dialekt.

## Fandubgrupper
Efterhånden har næsten alle computere det udstyr, der skal til for at lave fandubs, hvilket ikke mindst bruges til fundubs af vidt forskellige karakter og kvalitet. Gode oversættelser med tilfredsstillende teknik og talentfulde dubbere kniber det dog med. I praksis er det dog alligevel blevet populært at danne digitale fandubgrupper, kaldet Fandub-Studios over internettet. Fandubbere er ikke bundne af projekter men finder til stadighed sammen gennem digitale communitys for sammen at realisere forskellige projekter. Kommunikationer sker gennem fora og chat-programmer som Skype og MSN, hvilket forenkler koordineringen mellem deltagerne væsentligt.
De enkelte fandubbere tilhører enten en eller flere grupper. Selvom grupperne konkurrerer med hinanden, især når det gælder nye projekter, arbejder nogle af medlemmerne fra forskellige grupper dog stadig sammen.

## Jura
Fandub er ikke defineret officielt og medfører derfor ikke altid retslige og juridiske konsekvenser. Imidlertid er offentliggørelser af fandub uden tilladelse fra ophavsmændene til det oprindelige værk brud på ophavsretten og kan derfor retsforfølges. Dette er især væsentligt for fandubs baseret på kommercielle produktioner. Fandubs af ikkekommercielle produktioner risikerer derimod sjældent retsforfølgelse, selvom ophavsmændene stadig er i deres fulde ret til at iværksætte det.